# 帶我去月球 (電影)
《帶我去月球》（英語：Take Me to The Moon）於2016年9月中開鏡，故事靈感來自於台灣知名歌手張雨生熱門歌曲《帶我去月球》，由《對面的女孩殺過來》、《台北工廠2-盧卡》導演謝駿毅所執導的青春浪漫懷舊電影，同時也是改編自馮勃棣參加台北市電影委員會第六屆「拍台北」電影劇本徵選的貳獎作品《雨生台北》。由劉以豪、宋芸樺、李銓、嚴正嵐、石知田、姚愛寗領銜主演。OTT平台myVideo與FOX+同步首播。

## 劇情
六個高中死黨因為喜歡張雨生的歌，組成「月球幫」樂團。主唱李恩佩（宋芸樺 飾）個性好強，是樂團的核心人物，而吉他手汪正翔（劉以豪 飾）則是一直在旁默默守候著恩佩，暗戀卻沒勇氣告訴她… 在畢業前夕，日本最紅唱片經紀人來台徵選新秀，是一個能令恩佩實現夢想，成為歌手的機會。幾年後，汪正翔鼓起勇氣去日本尋找恩佩，卻發現夢想與現實之間殘酷的秘密。
多年後，一個朋友的葬禮，讓高中死黨裡的五人再度相聚，而張雨生的歌，似乎只是支撐著青春時代的小小夢想。正翔參加完葬禮後在西門町巧遇賣玉蘭花的神祕婆婆，聞到花香後，突然暈眩倒地，等他醒過來卻發現自己回到1997年畢業的前三天，這次他能逆轉改變所有人的命運嗎？

## 演員陣容

### 主演角色
| 演員   | 角色   | 介紹 |
| 劉以豪 | 汪正翔 | 「月球幫」的吉他手。個性溫和、不愛出風頭，在團體裡總是話少，卻是最為大家著想的人。儘管他的木訥個性讓他因此成為其他人開玩笑和捉弄的對象，但他卻也喜愛著和大家共處的快樂時光，暗戀李恩佩卻沒勇氣告訴她。在2017年，因為聞到神秘玉蘭花的花香而穿越回1997年畢業的前三天，試圖改變所有人的命運。 |
| 宋芸樺 | 李恩佩 | 「月球幫」的主唱以及領隊，樂團的核心人物。美麗活潑、好勝心強、凡事都要拼第一的女生，校園風雲人物，崇拜張雨生，夢想當閃耀的歌手。 |
| 李銓   | 阿勝   | 「月球幫」的吉他手。籃球校隊隊長、放蕩不羈、個性酷酷的。 |
| 石知田 | 大包   | 「月球幫」的貝斯手，是樂團裡成績最好的男生。帶著眼鏡，看似呆呆的他，偷偷暗戀著同樣在樂團裡的小芬，但小芬眼裡並沒有他，讓他只能用捉弄來吸引小芬的目光。 |
| 嚴正嵐 | 小八   | 「月球幫」的鼓手。不拘小節的男人婆，在月球幫裡屬於成熟冷靜分析事情的人。 |
| 姚愛寗 | 小芬   | 「月球幫」的鍵盤手。長相甜美、樂天、充滿正向能量，喜歡和大家玩在一起，像時下熱愛追逐流行的女孩，平時的興趣就是翻閱流行雜誌、更新明星動態，崇拜李恩佩。 |

### 配角
| 演員       | 角色       | 介紹                                                   |
| 呂雪鳳     | 玉蘭花婆婆 | 賣玉蘭花的神秘婆婆。                                   |
| 楊麗音     | 正翔媽     | 汪正翔的媽媽，家庭主婦。                               |
| 卜學亮     | 正翔爸     | 汪正翔的爸爸，在台電公司上班。                         |
| 郭靜純     | 恩佩媽     | 恩佩的媽媽，和丈夫不合，希望恩佩不要去參加徵選。       |
| 游大慶     | 陳教官     | 學校教官，中華民國陸軍化學兵科中校，喜歡同校的陳老師。 |
| 羅美玲     | 陳老師     | 正翔與恩佩班上的級任老師。                             |
| 溫嵐       | Ruby老師   | 小室哲哉徵選會的評審之一                               |
| 日京江羽人 | 張雨生     | 90年代知名歌手，月球幫的偶像，1997年因車禍過世。       |

### 臨演
| 演員     | 角色       | 介紹                                             |
| 艾克樂團 | 演唱會樂手 | 張雨生演唱會伴奏樂手。                           |
| 松田強尼 | 日籍評審   | 小室哲哉徵選會上的日本唱片公司代表。             |
| 馮勃隸   | 選秀評審   | 小室哲哉徵選會上的三名評審之一，為本片編劇客串。 |
| 楊達敬   | 電台主持人 | 在電台節目上訪問張雨生的主持人。                 |

## 電影歌曲
| 曲別   | 歌名                | 作詞   | 作曲   | 演唱者 |
| 主題曲 | 帶我去月球 (變奏版) | 張雨生 | 張雨生 | 宋芸樺 |
| 插曲   | 帶我去月球          | 張雨生 | 張雨生 | 宋芸樺 |
| 插曲   | 我的未來不是夢      | 陳家麗 | 翁孝良 | 宋芸樺 |
| 插曲   | 不想失去你          | 張雨生 | 張雨生 | 劉以豪 |
| 插曲   | 我期待              | 張雨生 | 張雨生 | 張雨生 |
| 宣傳曲 | Run Away            | 方炯鑌 | 方炯鑌 | 方炯鑌 |

## 创作
編劇馮勃棣（Birdy）早從7年前就開始構思劇本。會寫出這個劇本，是他出自於身為一位創作人對「夢想」的堅持，試圖藉由張雨生的歌聲來想起自己當年的事情。劇本設定1997年適逢香港回歸、口蹄疫爆發、哈利波特引起旋風，以及張雨生的車禍。
另外劇組特地在西門町萬年大樓及遊樂場找到「街頭快打」和「格鬥天王」機台，讓石知田和姚愛寗看了大呼好懷念，嚴正嵐和李銓還趁拍攝空檔玩街舞機和太鼓達人，六位主角這次組成樂團除了要學樂器還要培養默契，才能詮釋認識許久的老同學。
製作團隊為了打造當年現實感，美術設計與特效組人馬，大量收集圖片與資料，以專業重造西門町場景，還原街頭年代感，觀眾將在大銀幕看到睽違已久的拍大頭貼專門店「蓋酷家族」、零食連鎖「小豆苗」等店。戲中的“張雨生最後一場演唱會”請來歌手日京江羽人演出舞台上的張雨生，輔以3D特效處理，向張雨生致敬。

## 票房
台灣方面，總票房1467萬元（總動員：67,154人）。在韓國以片名《안녕, 나의 소녀》 （你好，我的女孩）自2018年5月16日上映以來，總動員累積111,541人觀看，成為在韓國上映的台灣電影票房總排行第三名。

## 宣傳
2016年11月5日：劇組在台北欣欣秀泰影城举行探班記者會。
2017年10月27日：在台北101的85樓景觀餐廳，在「最靠近月球的地方」舉行正式預告記者會
2017年11月18、19日：前往南台灣舉行預售票見面會。
2017年11月26日：於ATT SHOW BOX文創立方舉辦電影音樂會。
2017年11月29日：於台北市欣欣秀泰影城舉辦首映會。

## 爭議事件
電影海報涉嫌抄襲電影《玩命再劫》海報，被網友向《蘋果》爆料，《帶》片海報選用玫瑰粉色做底色，將主演人物以人像堆疊方式置於海報左側，再搭以公路線條從底側延伸並帶出電影名稱，結構上與《玩》片海報確實有相似之處。對此宣發片商星泰娛樂回應：「首出的正式海報，初衷是想延續青春片一向吸引女生的粉紅色系，於是設計師調出了這個色系海報，但每張海報設計都是來回討論溝通好幾次的調整結果，目前釋出的海報一直都是我們規劃的系列海報之一，除了大家看到的粉紅款和紫款，接下來我們也還有其他款陸續曝光。」。
文化部公告第2梯次國產電影長片輔導金獲選名單，《帶我去月球》一片喜獲800萬輔導金，
片商疑為符合相關規定，遂將導演名字改掛他人。
文化部重審結果出爐，指出「確有虛偽不實」，除撤銷輔助，且兩年內不得重新申請。

## 獎項
| 年份 | 頒獎典禮             | 獎項  | 結果 |
| ---- | -------------------- | ----- | ---- |
| 2018 | 第13屆大阪亞洲電影節 | ABC獎 | 獲獎 |

## 外部連結
- 帶我去月球的Facebook專頁（繁體中文）
- 好好電影工作室的Facebook專頁（繁體中文）
- 星泰娛樂的Facebook專頁（繁體中文）
- 互联网电影数据库（IMDb）上《帶我去月球》的资料（英文）
- 爛番茄上《帶我去月球》的資料（英文）
- AllMovie上《帶我去月球》的资料（英文）
- 開眼電影網上《帶我去月球》的資料（繁體中文）
- Yahoo奇摩電影上《帶我去月球》的資料（繁體中文）
- 雅虎香港電影上《帶我去月球》的資料（繁體中文）
- 香港影庫上《帶我去月球》的資料（繁體中文）
- 豆瓣电影上《帶我去月球》的資料 （简体中文）
- 时光网上《帶我去月球》的資料（简体中文）